# Szelei István
Szelei István (Szentes, 1960. december 7. –) olimpiai és világbajnoki bronzérmes magyar tőrvívó, edző.